# Le nozze
Le nozze (título original en italiano; en español, Las bodas; a veces conocido también como Le nozze di Dorina) es una ópera en tres actos con música de Baldassare Galuppi y libreto en italiano de Carlo Goldoni. Se estrenó en el Formagliari de Bolonia el 14 de septiembre de 1755.
En las estadísticas de Operabase aparece con sólo una representación en el período 2005-2010.